# Georg Ilberg

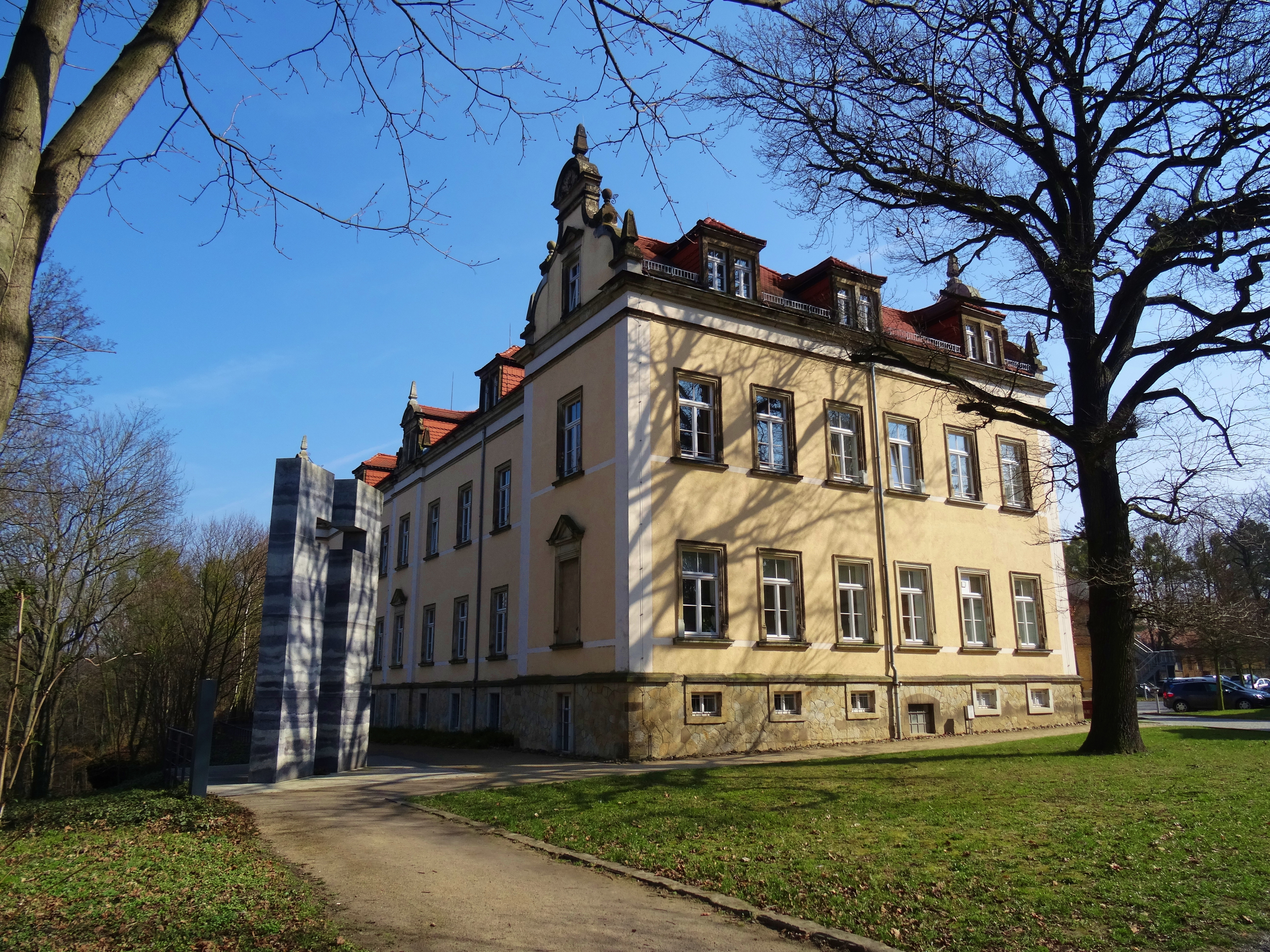
Schloss Sonnenstein

Max Emil Hugo Georg Ilberg (geb. 7. April 1862 in Weimar; gest. 11. September 1942 in Dresden) war ein deutscher Psychiater.

## Leben
Georg Ilberg trat 1887 nach Abschluss des Medizinstudiums eine Stelle als Hilfsarzt in dem von Sigbert J. M. Ganser (1853–1931) geleiteten Städtischen Irren- und Siechenhaus Dresden-Löbtau an. Während seiner Heidelberger Zeit von April 1889 bis Mai 1893 traf Ilberg auf Emil Kraepelin (1856–1926) und nahm an dem „forensisch-psychiatrischen Praktikum [teil], das Kraepelin im Sommersemester 1892 in Heidelberg für Juristen und Mediziner abhielt“. Ilberg ist weitgehend in Vergessenheit geraten, obwohl er für die Psychiatriegeschichte überhaupt von herausragender Bedeutung war. Seine humanistische Grundhaltung hatte er stets beibehalten. Er war von 1910 bis 1928 Direktor der Irrenanstalt Sonnenstein bei Pirna. Die Einrichtung stand allerdings ab 1928 unter der Leitung von Paul Nitsche. Ilberg genoss als Psychiater hohes Ansehen. Er war auch psychiatrischer Berater des sächsischen Ministerium des Innern, Schriftleiter der Allgemeinen Zeitschrift für Psychiatrie (1924–1934). Ilberg wiederum war es auch, der bereits 1922 in der ersten Phase der Diskussion um die Schrift von Rudolf Binding und Alfred Hoche über die Vernichtung lebensunwerten Lebens klar die Grundthesen derselben ablehnte und noch 1942 die „Euthanasieaktion“ unter dem Tarnnamen „T4“ als „ein großes Unrecht“ bezeichnete und sich gegen die Tötung psychisch Kranker in der Psychiatrisch-Neurologischen Wochenschrift aussprach. Sein Nachfolger in Pirna-Sonnenstein Paul Nitsche war allerdings ein Verfechter der T4-Aktion.
Sein Vater war Hugo Ilberg, der am Wilhelm-Ernst-Gymnasium Weimar als Lehrer arbeitete. Sein Bruder war der Klassische Philologe Johannes Ilberg (1860–1930).